# Zhang Binglin
Zhang Binglin, även känd som Zhang Taiyan, född 1868, död 1936, var en stridbar kinesisk filolog, filosof och revolutionär som var verksam i slutet på Qingdynastin och under Republiken Kina.
Zhang levde ett tillbakadraget liv och deltog till skillnad från många samtida kinesiska intellektuella inte i det Kejserliga examensväsendet. Efter Qingimperiets nederlag i det första kinesisk-japanska kriget 1894-95 blev han indragen i Kang Youwei och Liang Qichaos reformrörelse som syftade till att omvandla dynastin till en konstitutionell monarki. Men änkekejsarinnan Cixis utrensning av reformatorerna 1898 och Kinas förödmjukelser efter Boxarupproret 1900 övertygade Zhang att monarkin måste störtas och ersättas med en republik.
1903 fängslades Zhang och den unge revolutionären Zou Rong efter en uppmärksammad rättegång efter att han smädat Guangxu-kejsaren i en tidskrift. Efter frisläppandet 1906 gick Zhang i exil i Japan, där han blev chefredaktör för Folkbladet (Mínbào 民報), huvudorgan för Sun Yat-sens revolutionära grupp "De edsvurnas förbund" (Tongmenghui). Zhangs starka nationalism, kulturella konservatism och okonventionella syn på de kinesiska klassikerna hade en djup påverkan på bland annat Lu Xun och Sun Yat-sen.
Efter Xinhairevolutionen gick Zhang och Suns revolutionära rörelse skilda vägar och Zhang arbetade en tid under president Yuan Shikai, men drog sig sedan tillbaka för att ägna sina sista år åt studiet av Kinas filologi, historia, arkeologi och filosofi.